# Спортивная гимнастика на летних Олимпийских играх 1904 — конь
Соревнования на коне в спортивной гимнастике среди мужчин на летних Олимпийских играх 1904 прошли 28 октября. Приняли участие несколько спортсменов из одной страны.

## Призёры
| Золото          | Серебро          | Бронза          |
| Антон Хейда США | Джордж Эйсер США | Уильям Мерц США |

## Соревнование
| Место | Спортсмен           | Результат  |
| ----- | ------------------- | ---------- |
| 1     | Антон Хейда (USA)   | 42         |
| 2     | Джордж Эйсер (USA)  | 33         |
| 3     | Уильям Мерц (USA)   | 29         |
| 4-5   | Джон Дьюха (USA)    | Неизвестен |
| 4-5   | Эдвард Хенниг (USA) | Неизвестен |